# Aeroporto Internacional de Cartum
O Aeroporto Internacional de Cartum (IATA: KRT, ICAO: HSSS) é um aeroporto localizado na cidade de Cartum, capital do Sudão. Será substituído por um novo aeroporto, 40 quilômetros ao sul do centro de Cartum, em 2012. O novo aeroporto está previsto para ter duas pistas de 4000 metros, um terminal de passageiros de 86 mil metros quadrados e um hotel com 300 quartos internacionais.

## Linhas Aéreas
| Linhas Aéreas                   | Destinos |
| ------------------------------- | --- |
| AirTaxi (cargo charter)         | Juba, ElFasher, Niala, El Obied, Malakal, Rumbek, Wau, Geneina, Kampala, Kenya, Cairo, Xarja, Dubai                                                                            |
| Air Arabia                      | Xarja |
| Air Arabia Egypt                | Alexandria-Borg El Arab |
| Air West                        | Geneina, El-Fasher, El Obeid, Juba, Niala, Port Sudan, Xarja |
| Afriqiyah Airways               | Tripoli |
| Bahrain Air                     | Barém |
| bmi                             | Beirute, Londres-Heathrow |
| EgyptAir                        | Cairo |
| Emirates                        | Dubai |
| Etihad Airways                  | Abu Dabi |
| Ethiopian Airlines              | Adis Abeba |
| Flydubai                        | Dubai |
| Flying Carpet                   | Beirute |
| Gulf Air                        | Barém |
| Hainan Airlines                 | Pequim-Capital, Dubai |
| JetLink Express                 | Nairóbi |
| Kenya Airways                   | Cairo, Nairóbi |
| KLM                             | Amesterdã |
| Lufthansa operada por Privatair | Francoforte |
| Marsland Aviation               | El Daein, Geneina, Alfaxir, El Obeid, Juba, Malakal, Nairóbi, Niala, Rumbek |
| Nasair                          | Asmara, Nairóbi |
| Nova Airways                    | Alfaxir, Niala, Port Sudan |
| Qatar Airways                   | Doa |
| Royal Jordanian                 | Amã |
| Saudi Arabian Airlines          | Jedá, Riade |
| Sama Airlines                   | Dammam |
| Sudan Airways                   | Abu Dabi, Adis Ababa, Amã, Asmara, Cairo, Damasco, Doa, Dongola, Dubai, El-Fasher, El Obeid, Jedá, Juba, Cano, Cassala, Malakal, Niala, Port Sudan, Riade, Trípoli, Uádi Halfa |
| Sun Air                         | Cairo, Port Sudan, Juba, Niala, Entebe, Damasco, Juba |
| Syrian Arab Airlines            | Damasco |
| Turkish Airlines                | Istanbul-Atatürk |
| Yemenia                         | Saná |